# ایگولد رود
ایگولد رود (انگلیسی: Ingolf Rød; ۲ اکتبر ۱۸۸۹ – ۱۹ دسامبر ۱۹۶۳) قایقران قایق بادبانی اهل نروژ بود.